# Flaga obwodu niżnonowogrodzkiego
Flaga obwodu niżnonowogrodzkiego – symbol obwodu niżnonowogrodzkiego, zatwierdzony 28 kwietnia 2005. Jest to prostokątny materiał z białego jedwabiu o proporcjach 2:3 (120 cm x 180 cm) z dwustronnym herbem obwodu niżnonowogrodzkiego. Szerokość herbu na fladze jest równa 2/5 długości materiału. Flaga jest z trzech stron obszyta złotymi frędzlami, a na drzewcu umieszczona jest złota kopio-podobna szpica na złotej kuli.